# NGC 2350
NGC 2350 is een spiraalvormig sterrenstelsel in het sterrenbeeld Kleine Hond. Het hemelobject werd op 18 januari 1874 ontdekt door de Franse astronoom Édouard Jean-Marie Stephan.

## Synoniemen
- UGC 3747
- MCG 2-19-1
- ZWG 57.5
- IRAS07104+1221
- PGC 20416